# 新華族
新華族（しんかぞく）は、明治期に制定された華族制度により華族に列せられた者のうち、勲功によって華族となった者をさす。公家華族や大名華族に対する表現である。勲功華族とも呼ばれる。